# Volvo Serie 900

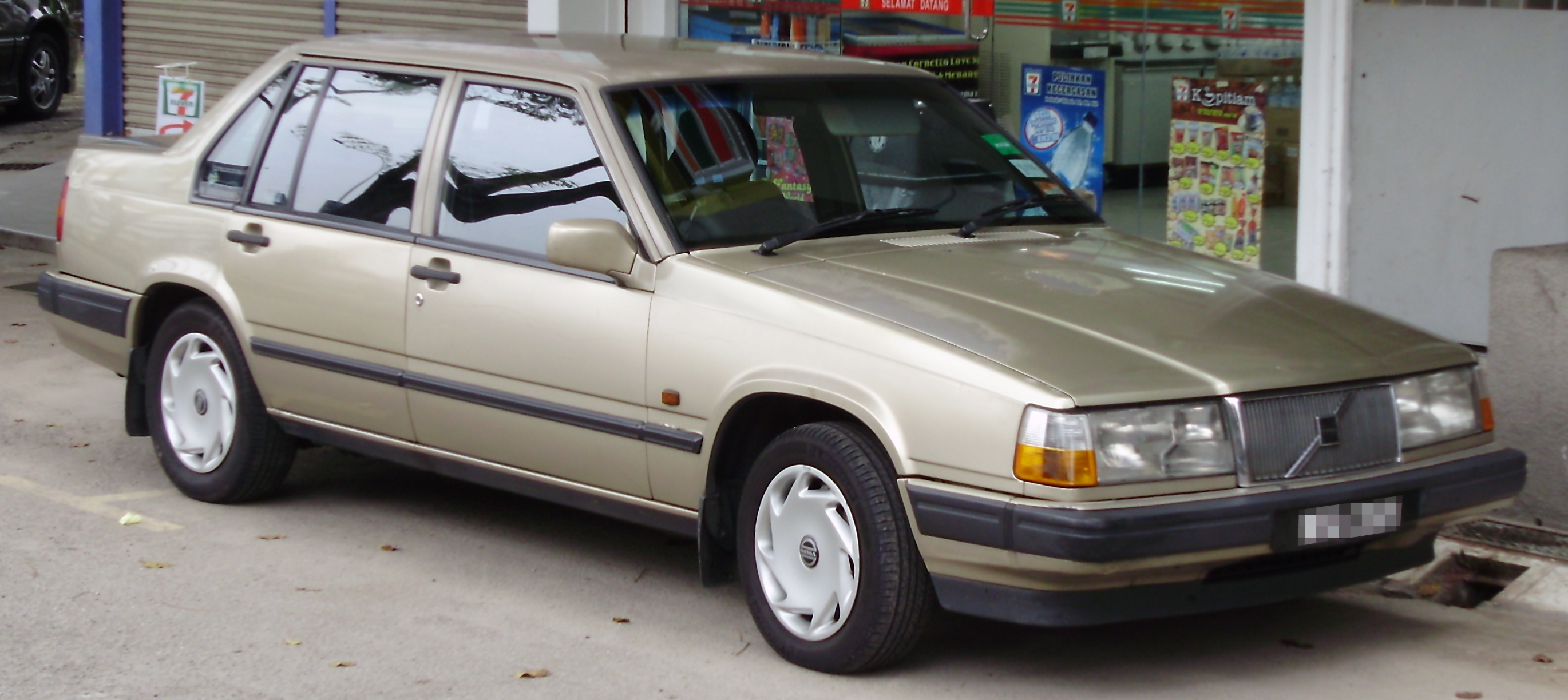
Volvo 940 Sedan

Volvo serie 900 fueron modelos basados en la serie serie 700. En realidad fue un "restyling" a fondo de misma, afectando sobre todo a la versión sedán o berlina, cuya trasera con trazos rectilíneos, especialmente la luneta muy vertical, ya no estaba tan a la moda a finales de la década de 1980. Por este motivo se rediseñó con un maletero más alto y una luneta más acorde con los tiempos, anticipando lo que sería el 850.

Se presentaron en 1990 las versiones de 4 puertas, y en 1993 las SW. La producción terminó en 1998.

Los motores, suspensiones, cambios eran los mismos. Tan sólo el tablero sufrió una ligera variación en lo referente al cuadro de instrumentos.

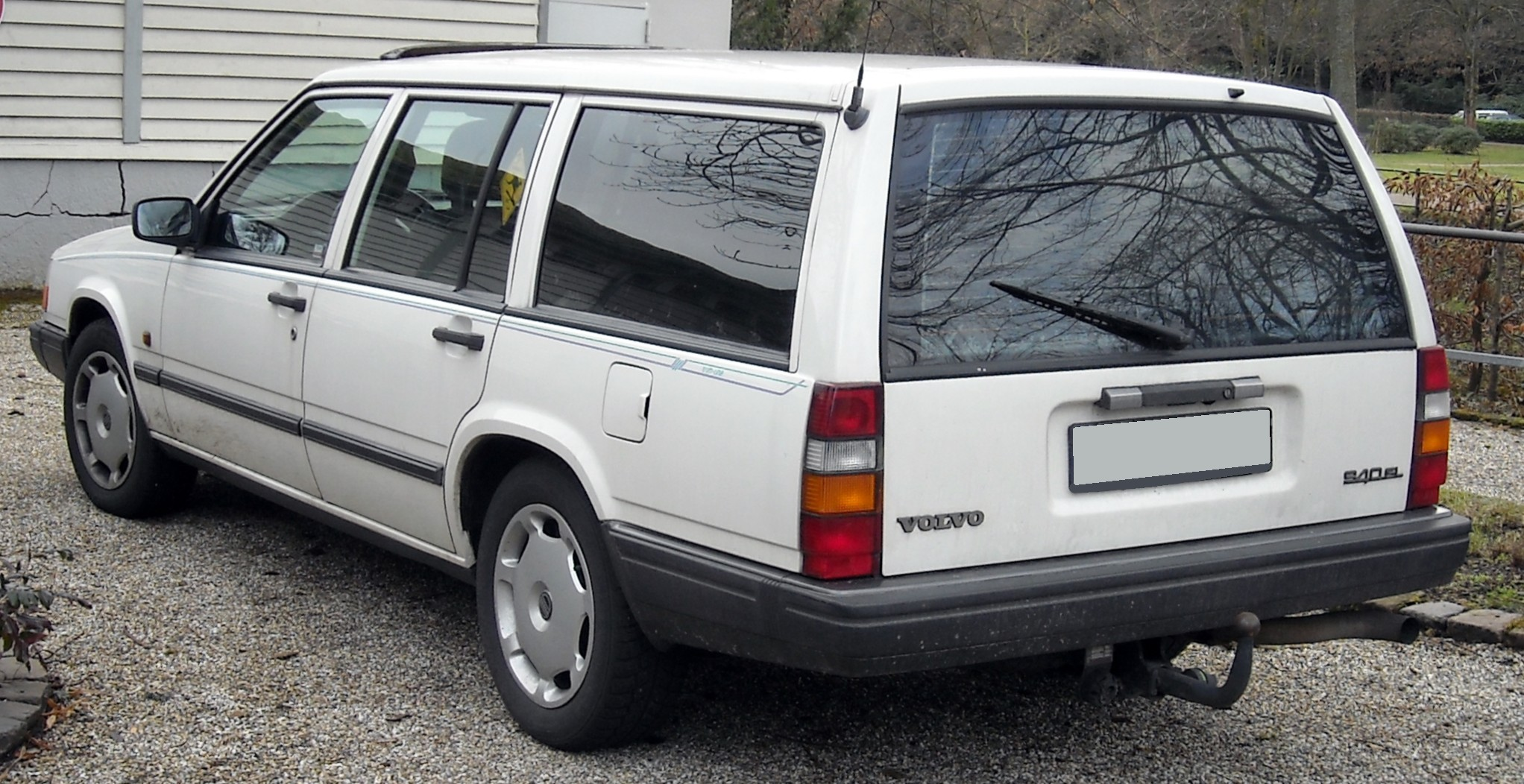
Volvo 940 Station Wagon

Así como el 940 derivó del 740, otro tanto ocurrió con el 960, que usaba la misma delantera con el capó de aluminio por encima de los limpiaparabrisas, y con un acabado interior mucho más lujoso. Las suspensiones traseras siguieron como estaban, eje rígido para los 940, y Multi-link para los 960 (salvo los Station Wagon).
La verdadera novedad técnica fue la aparición de un nuevo motor de 6 cilindros en línea de 3.0 l de cilindrada, el B6304F, de doble árbol de levas en culata y cuatro válvulas por cilindro, sustituyendo al V6 de 2.8 l, el famoso "PRV"

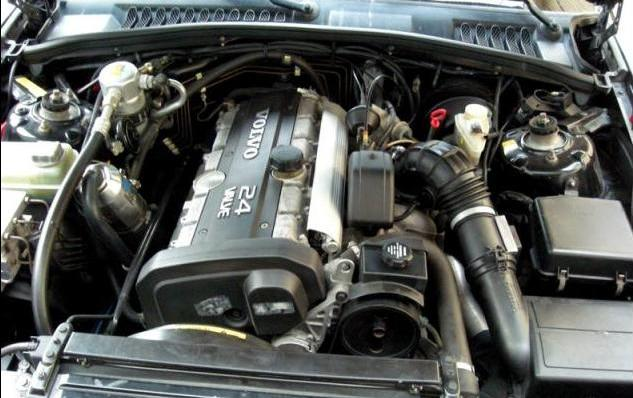
Motor B6304

 El bloque y culata eran íntegramente de aleación, con taqués hidráulicos y bobinas de encendido independientes. Este motor fue el primero de los motores "blancos" que luego se conocería en 5 cilindros en el 850 (1993) y en 4 cilindros en el S40 (1996), siguiendo una técnica modular para compartir componentes internos del motor (pistones, bielas, válvulas, etc...).

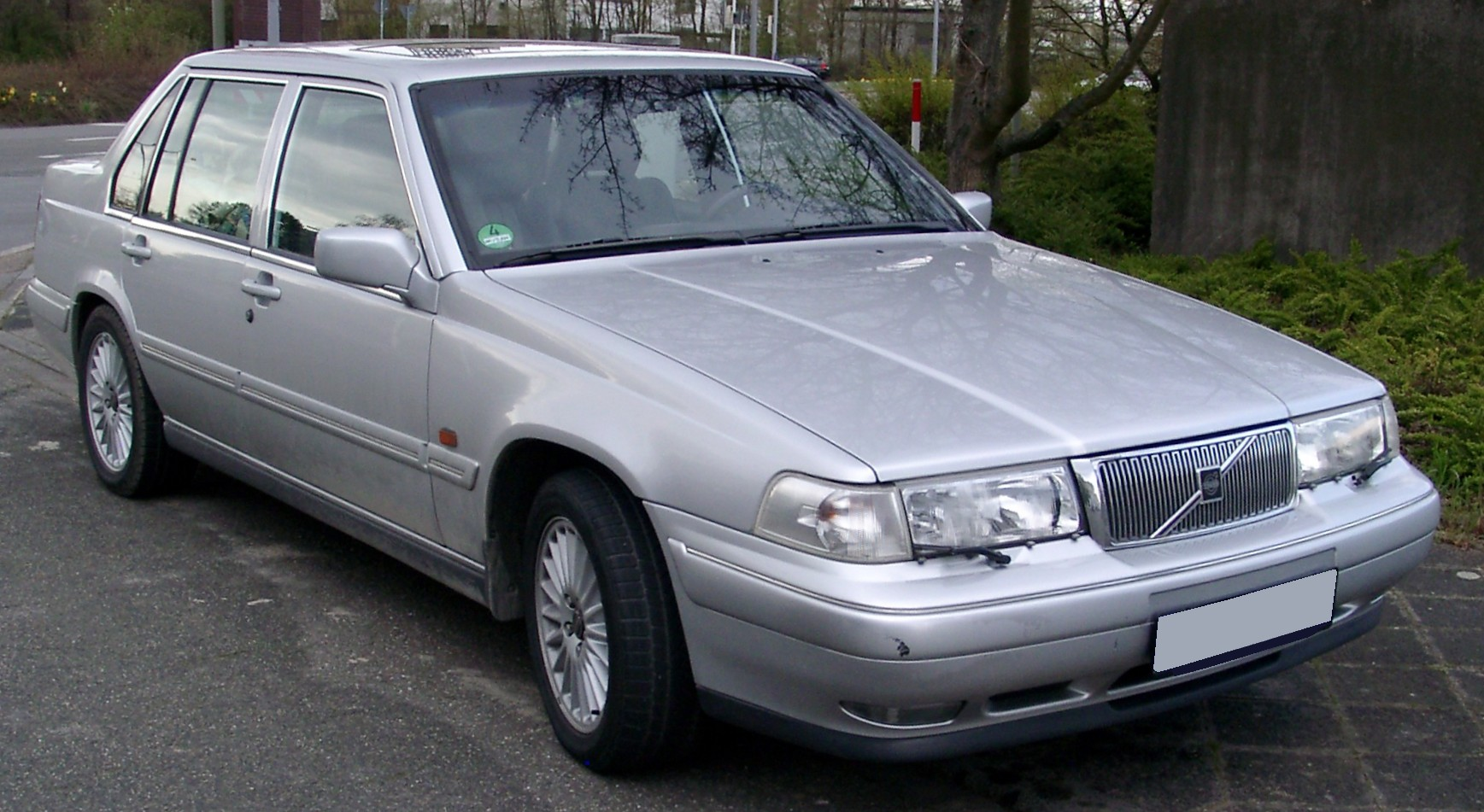
Volvo 960 Sedan última versión

La suspensión multi-link proveniente del 760 se sustituyó en el modelo 95 del 960, por una en la que los muelles helicoidales eran sustituidos por una ballesta transversal de fibra de vidrio, posibilitando así su montaje en la versión SW del 960. Esta novedad coincidió con una renovación bastante a fondo de la calandra y los faros, asemejándolos aún más a los del 850.

## Últimas Versiones
Con la llegada al mercado del nuevo Volvo S80, hubo una última serie especial. El nombre fue cambiado, y se denominó Volvo Classic. Era, en esencia, un 940 de muy buen equipamiento, muy elegante y muy bien cuidada imagen, para despedir esta serie de automóviles de gran lujo en la gama alta de Volvo.
- Datos: Q2065397
- Multimedia: Volvo 900-series / Q2065397